# Buzaș
Buzaș – wieś w Rumunii, w okręgu Sălaj, w gminie Rus. W 2011 roku liczyła 156 mieszkańców.